# Haematopota hakusanensis
Haematopota hakusanensis är en tvåvingeart som beskrevs av Togashi 1977. Haematopota hakusanensis ingår i släktet Haematopota och familjen bromsar. Inga underarter finns listade i Catalogue of Life.